# Pleocyemata
Pleocyemata (лат.) — подотряд десятиногих раков, включающий подавляющее большинство всех представителей этого отряда. Противопоставляются второму подотряду десятиногих раков — Dendrobranchiata. Латинское название образовано от лат. pleon — термин, обозначающий брюшко десятиногих раков (от др.-греч. πλέω — плавать, ходить под парусом) и др.-греч. κυέω — вынашивать, что отражает вынашивание самками развивающихся яиц на брюшных конечностях.

## Характеристика
Представителей характеризует редукция ветвей второго порядка на жабрах. Кроме того, самки Pleocyemata вынашивают яйца на ногах брюшка (плеоподах), а из-под яйцевых оболочек выходит стадия, называемая мизидной личинкой, или зоеа, которая обладает полным набором сегментов тела и развитыми грудными конечностями, но ещё лишена брюшных конечностей. Для многих групп Pleocyemata характерно наличие клешней на грудных ногах, однако исходным эволюционным состоянием считается их отсутствие, в частности оно сохраняется у лангустов (Achelata).

## Классификация
Выделение подотряда Pleocyemata было предложено в 1963 году американским карцинологом Мартином Бёркенроудом (англ. Martin D. Burkenroad), который пересмотрел традиционную группировку десятиногих раков по характеру движения — Natantia (преимущественно плавающие) и Reptantia (преимущественно ходячие).
На январь 2025 подотряд включает 12 инфраотрядов, согласно World Register of Marine Species:
- Achelata Scholtz et Richter, 1995 — лангусты
- Anomura MacLeay, 1838 — неполнохвостые
- Astacidea Latreille, 1802
- Axiidea de Saint Laurent, 1979
- Brachyura Linnaeus, 1758 — крабы
- Caridea Dana, 1852 — настоящие креветки
- Gebiidea de Saint Laurent, 1979
- Glypheidea Winckler, 1882
- † Palaeopalaeomonida Schram & Dixon, 2004
- Polychelida Scholtz et Richter, 1995
- Procarididea Felgenhauer & Abele, 1983
- Stenopodidea Bate, 1888